# Charlie Davis Orchestra
Charlie Davis Orchestra was een vroege Amerikaanse jazzband uit Indiana, actief vanaf circa 1928. De band had invloed op de opkomende swing. 
De groep was een van de beroemdste bands in de staat. De band, onder leiding van pianist en trompettist Charlie Davis, speelde in het Indiana Theatre en de Columbia Club. Hun optredens werden uitgezonden op de radiozenders WLW en WFBM en er verschenen platen bij onder meer Vocalion, Brunswick en Gennett. Toen haar populariteit toenam, ging de groep toeren, zo stond het gezelschap in grote theaters in New York. 
Musici die in Charlie Davis Orchestra hebben gewerkt, waren onder andere de zangers Dick Powell, Lewis Lowe, Frank Parrish en Coof Morrison, en Ralph Hayes, Harry Wiliford, Charlie Fach, Phil Davis, Kenny Knot, Ralph Lillard, Lewis Lowe en Ray Shonfield.

## Singles
- "There's No End to My Love for You", 1928
- "When", 1928
- "The Drag", 1928
- "You're a Real Sweetheart", 1928
- "Just Like a Melody Out of the Sky", 1928
- "Suppose Nobody Cared", 1928
- "Mean to Me", 1929
- "So Help Me", 1934